# سقنقور چشم‌ماری آسیایی
 سقنقور چشم‌ماری آسیایی(نام علمی: Ablepharus pannonicus) نام یک گونه از تیره سقنقور است. این گونه در نواحی کوهستانی،تا ارتفاع2500متری،مدیترانه‌ای، نیمه بیابانی و بیابانی، در ارتفاعات کوهستانی، دامنه‌ها و سرازیری‌های صخره‌ای اغلب در نزدیکی نهرها و آب‌ها با پوشش گیاهی علفزار، چمن و جنگل‌ها زندگی می‌کند. پراکندگی سقنقور چشم ماری آسیایی در عراق تا ازبکستان، ارمنستان تا گرجستان، هند، پاکستان، افغانستان تا قرقیزستان، عمان تا اردن، سوریه و قبرس است.